# Тристатридцятип'ятирічна війна
Тристатридцятип'ятирічна війна (нід. Driehonderdvijfendertigjarige Oorlog, корн. Bell a dri hans pymthek warn ugens) — формальний стан війни між Голландською республікою і згодом Королівством Нідерланди та островами Сіллі, що тривав від 1651 до 1986 року — 335 років. Вважається, що війна тривала протягом настільки довгого періоду через відсутність мирного договору між сторонами і була безкровною.

## Передумови
Витоки конфлікту належать до часів Англійської революції між роялістами та парламентарями у 1642—1651 роках. Олівер Кромвель боровся проти роялістів на околицях Королівства Англія. На заході Британії у роялістів залишився осередок опору в Корнуоллі. 1648 року Кромвель поширив на Корнуолл владу республіканців. Королівський флот було витіснено на острови Сіллі, які належали роялістові графові Джону Гренвілю.

## Голландський флот
Флот Об'єднаних провінцій Нідерландів на той час був союзним із парламентарями. Нідерланди допомагали Англії з часів Нідерландської революції, починаючи з Єлизавети I. Мюнстерський мир (30 січня 1648) підтвердив незалежність Нідерландів від Іспанії. Нідерланди мали намір зберегти союз із Англією і хотіли вступити у громадянську війну на боці тієї сторони, яка перемагала.
Нідерландський флот зазнав значних втрат від флоту роялістів на островах Сіллі. 30 березня 1651 року адмірал Мартін Тромп прибув на острови вимагати відшкодування збитків за знищені нідерландські судна та товари, проте отримав відмову. Після цього він оголосив війну.
Відповідно до «Меморіалів Вайтлока», лист від 17 квітня 1651 року розповідає: «Тромп прибув до Пенденніса і розповів, що він був у Сіллі, щоб вимагати відшкодування за голландські кораблі та товари, які вони забрали; і, не отримавши задовільної відповіді, він… оголосив їм війну». Оскільки більша частина Королівства Англія на той момент була під контролем сил республіканців, війна була оголошена лише островам Сіллі.

## Капітуляція роялістів
У червні 1651 року, незабаром після оголошення війни, республіканські сили на чолі з Робертом Блейком змусили флот роялістів здатися. Нідерландський флот, загрози якому більше не було, не вчинив жодного пострілу. Через незрозумілість оголошення війни одним народом невеликій частині іншого нідерландці не проголосили офіційного миру.

## Мирна угода
Протягом багатьох століть на островах Сіллі існувала місцева легенда про те, що нібито стан війни ще досі не скасований. 1986 року історик і голова Ради островів Сіллі Рой Дункан вирішив дослідити це питання і звернувся до Посольства Нідерландів у Лондоні. Співробітники посольства з'ясували, що жодного мирного договору не було підписано, і Дункан запросив нідерландського посла йонкера Рейна Гуйдекопера відвідати острови Сіллі та офіційно завершити «конфлікт». Мир був оголошений 17 квітня 1986 року, за 335 років після оголошення війни. Посол Нідерландів пожартував, що, мабуть, для жителів островів було жахливим «знати, що ми можемо будь-коли напасти».

## Автентичність
Історик Боулі (2001) стверджує, що війна не була справжньою, аргументуючи це тим, що Тромп не мав наказу від держави оголошувати війну островам Сіллі і що всі питання мали бути вирішені під час мирних переговорів 1654 року, які завершили англо-голландську війну. Крім того, він підкреслює, що легенда пішла від листа, розміщеного у «Меморіалах Вайтлока».
Справжність війни також заперечує історик Грем Дональд. У своїй книзі Loose Cannons: 101 Myths, Mishaps and Misadventurers of Military History він пише, що жодна зі сторін війни не була суверенною: острови Сіллі були частиною Англії, а адмірал Тромп — нідерландським підданим. Після цього Дональд розвиває думку, що цій історії надали розголосу задля туристичної привабливості островів Сіллі.